# John Atta Mills

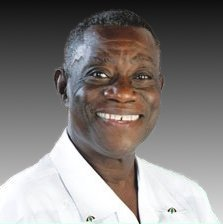
John Atta Mills (für Wahlkampfplakate verwendetes Foto, 2008)

John Evans Atta Mills (* 21. Juli 1944 in Tarkwa; † 24. Juli 2012 in Accra) war ein ghanaischer Politiker. Er war ethnischer Fante und von 2009 bis zu seinem Tod Staatspräsident seines Landes.

## Karriere
John Evans Atta Mills war Jurist und Universitätsprofessor. Er studierte an der Universität von Ghana (Accra), der Universität London in Großbritannien und an der Stanford Law School in den USA Jura und promovierte zum Thema „Steuern und Entwicklung“. 25 Jahre lang lehrte er an der Universität von Ghana in Accra Recht.
Von 1997 bis 2001 war Mills Vizepräsident unter Präsident Jerry Rawlings und wurde von diesem systematisch als Nachfolger aufgebaut. Mills war bereits zweimal erfolglos als Kandidat bei den ghanaischen Präsidentschaftswahlen 2000 und 2004 angetreten. Im Jahr 2000 kandidierte er erstmals selbst für das Präsidentenamt in Ghana als Kandidat der National Democratic Congress (NDC). Bei dieser Wahl, wie auch bei der folgenden Wahl im Jahr 2004, unterlag Mills John Agyekum Kufuor in einer Stichwahl. Nach dem ersten Wahlgang vereinigte Kufuor 48,8 % der Stimmen auf sich, Mills erhielt, vor allem in den traditionell ländlichen Gebieten, insgesamt 44,3 % der Stimmen.
Bei den Präsidentschaftswahlen Anfang Dezember 2008 trat Mills gegen Nana Akufo-Addo von der regierenden New Patriotic Party an. Den ersten Wahlgang am 7. Dezember hatte Akufo-Addo gewonnen, aber die absolute Mehrheit verfehlt. In der folgenden Stichwahl setzte sich der NDC-Politiker Mills mit 50,23 Prozent der Stimmen durch, während Akufo-Addo nur auf 49,77 Prozent kam, so die Wahlkommission Anfang Januar 2009.
Mills war mit einer Lehrerin verheiratet und Vater eines Sohnes. Als Sportler war er aktiver Feldhockeyspieler und Mitglied von Ghanas Hockey-Nationalmannschaft „Black Stars“.
Nach dem Tod von Mills übernahm der bisherige Vizepräsident John Dramani Mahama übergangsweise bis zu den Neuwahlen im Dezember 2012 die Amtsgeschäfte.